# Grecia en los Juegos Olímpicos de Melbourne 1956
Grecia estuvo representada en los Juegos Olímpicos de Melbourne 1956 por un total de 13 deportistas que compitieron en 5 deportes.  
El portador de la bandera en la ceremonia de apertura fue el atleta Yeoryios Rubanis.

## Medallistas
El equipo olímpico griego obtuvo las siguientes medallas:
| Nombre          | Deporte   | Competición         |
| --------------- | --------- | ------------------- |
| Oro             |           |                     |
| —               |           |                     |
| Plata           |           |                     |
| —               |           |                     |
| Bronce          |           |                     |
| Yeoryos Rubanis | Atletismo | Salto con pértiga M |